# N vízibusz (Velence)
A velencei N vagy Notte jelzésű vízibusz a San Zaccaria és a Lido között közlekedik éjszaka. A viszonylatot az ACTV üzemelteti.

## Története
Az  N jelzésű éjszakai vízibusz az indulásától, 1996-tól kezdve változatlan útvonalon közlekedik, csak éjszaka. Útvonala megegyezik a nyári 2-es járat útvonalával, csak több megállót érint.
Az N járat története:
| Időszak   | Járat- szám | Megállók |
| --------- | ----------- | --- |
| 1996 – ma | N           | San Zaccharia (Jolanda) – San Giorgio – Zitelle – Redentore – Palanca / Zattere – Zattere / Palanca – Palanca / Zattere – San Basilio – Sacca Fisola – Tronchetto – Tronchetto Mercato – Piazzale Roma (Santa Chiara) – Ferrovia (Scalzi) – Riva di Biasio – San Marcuola – San Stae – Ca’ d’Oro – Rialto Mercato – Rialto – San Tomà – San Samuele – Accademia – San Marco – San Zaccaria (Danieli) – Giardini – Sant’Elena – Lido, Santa Maria Elisabetta |

## Megállóhelyei
| sz. | idő (perc) | megállóhely neve                   | sz. | idő (perc) | nappali átszállási kapcsolatok                                                                                  | látnivalók                                                                                        |
| --- | ---------- | ---------------------------------- | --- | ---------- | --- | ------------------------------------------------------------------------------------------------- |
| 0   | 0          | San Marco – San Zaccaria (Jolanda) | 26  | 84         | 1, 2, 4.1, 4.2, 5.1, 5.2, 7, 14, 15, 19, 20, Alilaguna B                                                        | Szent Márk tér, Dózse-palota, San Zaccaria                                                        |
| 1   | 3          | San Giorgio                        | 25  | 81         | 2 | San Giorgio                                                                                       |
| 2   | 6          | Zitelle                            | 24  | 78         | 2, 4.1, 4.2, 8, Alilaguna R                                                                                     | Le Zitelle                                                                                        |
| 3   | 9          | Redentore                          | 23  | 75         | 2, 4.1, 4.2, 8                                                                                                  | Il Redentore                                                                                      |
| 4   | 11         | Giudecca-Palanca                   | ∫   | ∫          | 2, 4.1, 4.2, 8                                                                                                  |                                                                                                   |
| 5   | 14         | Zattere                            | 22  | 72         | 2, 5.1, 5.2, 6, 8, 10, Alilaguna B, Alilaguna V, Carnevale all’Arsenale, Circolare LineafusinA / 16, Pantallone | Zattere, Gesuati, Santa Maria della Visitazione                                                   |
| 6   | 16         | Giudecca-Palanca                   | 21  | 70         | 2, 4.1, 4.2, 8                                                                                                  |                                                                                                   |
| ∫   | ∫          | Zattere                            | 20  | 68         | 2, 5.1, 5.2, 6, 8, 10, Alilaguna B, Alilaguna V, Carnevale all’Arsenale, Circolare LineafusinA / 16, Pantallone | Zattere, Gesuati, Santa Maria della Visitazione                                                   |
| 7   | 19         | San Basilio                        | 19  | 65         | 2, 5.1, 5.2, 8                                                                                                  | (nemzetközi kikötő), San Basilio                                                                  |
| 8   | 22         | Sacca Fisola                       | 18  | 62         | 2, 4.1, 4.2, 8                                                                                                  |                                                                                                   |
| 9   | 30         | Tronchetto                         | 17  | 54         | 2, Arlecchino, Brighella, Carnevale all’Arsenale, Pantallone                                                    |                                                                                                   |
| 10  | 32         | Tronchetto Mercato                 | 16  | 52         | 2, Arlecchino, Brighella, Pantallone                                                                            |                                                                                                   |
| 11  | 39         | Piazzale Roma (Santa Chiara)       | 15  | 45         | 1, 2, 3, 4.1, 4.2, 5.1, 5.2, 6, Arlecchino, Brighella, Pantallone, mestrei buszok, People Mover di Venezia      |                                                                                                   |
| 12  | 42         | Ferrovia (Scalzi)                  | 14  | 42         | 1, 2, 3, 4.1, 4.2, 5.1, 5.2, Arlecchino, Brighella, Pantallone, Olasz Államvasutak                              | Scalzi                                                                                            |
| 13  | 45         | Riva di Biasio                     | 13  | 40         | 1, 5.1, 5.2 | Palazzo Donà Balbit                                                                               |
| 14  | 47         | San Marcuola – Casinò              | 12  | 38         | 1, 2 | Casinò, San Marcuola, Palazzo Corner-Contarini                                                    |
| 15  | 50         | San Stae                           | 11  | 36         | 1, Alilaguna A                                                                                                  | San Stae, Fondaco dei Turchi, Ca' Pesaro, Ca' Foscarini                                           |
| 16  | 52         | Ca’ d’Oro                          | 10  | 34         | 1 | Ca' d'Oro, Palazzo Sagredo                                                                        |
| 17  | 54         | Rialto Mercato                     | 9   | 31         | 1 | Rialto Mercato Vecchio, Pescaria                                                                  |
| 18  | 56         | Rialto                             | 8   | 30         | 1, 2, Alilaguna A, Arlecchino, Pantallone                                                                       | Rialto, Fondaco dei Tedeschi                                                                      |
| 19  | 61         | San Tomà                           | 7   | 25         | 1, 2 | San Tomà, Palazzo Persico                                                                         |
| 20  | 63         | San Samuele                        | 6   | 23         | 2, Arlecchino, Pantallone                                                                                       | San Samuele, Palazzo Grassi                                                                       |
| 21  | 65         | Accademia                          | 5   | 21         | 1, 2, Arlecchino, Pantallone                                                                                    | Accademia, Palazzo Contarini Zaffo, Palazzo degli Scrigni, Palazzo Cini, Palazzo Venier dei Leoni |
| 22  | 69         | San Marco Vallaresso               | 4   | 17         | 1, 2, 10, Alilaguna A, Alilaguna B, Alilaguna R, Alilaguna V, Arlecchino, Brighella, Pantallone                 | Szent Márk tér, Dózsepalota, Harry's Bar, Palazzo Giustinian, Palazzo Tiepolo                     |
| 23  | 73         | San Marco – San Zaccaria (Danieli) | 3   | 13         | 1, 2, 4.1, 4.2, 5.1, 5.2, 7, 14, 15, 19, 20, Alilaguna B, Brighella, Carnevale all’Arsenale, Colombina          | Szent Márk tér, Dózse-palota, San Zaccaria                                                        |
| 24  | 78         | Giardini                           | 2   | 9          | 1, 2, 4.1, 4.2, 5.1, 5.2, 6, 8, N                                                                               | Giardini Biennale                                                                                 |
| 25  | 81         | Sant’Elena                         | 1   | 5          | 1, 2, 4.1, 4.2, 5.1, 5.2, 6                                                                                     | Giardini Biennale                                                                                 |
| 26  | 86         | Lido, Santa Maria Elisabetta       | 0   | 0          | 1, 2, 5.1, 5.2, 6, 8, 10, 14, 18, N, Alilaguna B, Alilaguna R, Alilaguna V; Lido buszok: 11, A, B, C, N, V      | Santa Maria Elisabetta                                                                            |

Megjegyzések:
- A dőlttel szedett járatszámok időszakos (nyári) járatokat jelölnek.
- A fenti átszállási lehetőségek csak elméleti lehetőségek, hiszen az N éjszakai járat, így gyakorlatilag nincs kapcsolata a nappali járatokkal.